# سردنی کاچماش
سردنی کاچماش (انگلیسی: Sredny Kachmash) یک شهرک در شهرستان کالتاسینسکی استان باشقیرستان کشور روسیه است.